# Kanadas Grand Prix 1980
Kanadas Grand Prix 1980 var det trettonde av 14 lopp ingående i formel 1-VM 1980. 

## Resultat
1. Alan Jones, Williams-Ford, 9 poäng
2. Carlos Reutemann, Williams-Ford, 6
3. Didier Pironi, Ligier-Ford, 4
4. John Watson, McLaren-Ford, 3
5. Gilles Villeneuve, Ferrari, 2
6. Hector Rebaque, Brabham-Ford, 1
7. Jean-Pierre Jarier, Tyrrell-Ford
8. Jacques Laffite, Ligier-Ford (varv 68, bränslebrist)
9. Keke Rosberg, Fittipaldi-Ford
10. Elio de Angelis, Lotus-Ford
11. Jochen Mass, Arrows-Ford
12. Jan Lammers, Ensign-Ford

### Förare som bröt loppet
- Alain Prost, McLaren-Ford (varv 41, upphängning)
- René Arnoux, Renault (39, bromsar)
- Jean-Pierre Jabouille, Renault (25, upphängning)
- Nelson Piquet, Brabham-Ford (23, motor)
- Mario Andretti, Lotus-Ford (11, motor)
- Andrea de Cesaris, Alfa Romeo (8, motor)
- Eddie Cheever, Osella-Ford (8, bränslesystem)
- Emerson Fittipaldi, Fittipaldi-Ford (8, växellåda)
- Bruno Giacomelli, Alfa Romeo (7, chassi)
- Riccardo Patrese, Arrows-Ford (6, olycka)
- Derek Daly, Tyrrell-Ford (0, olycka)
- Mike Thackwell, Tyrrell-Ford (0, olycka)

### Förare som ej kvalificerade sig
- Marc Surer, ATS-Ford
- Jody Scheckter, Ferrari
- Rupert Keegan, RAM (Williams-Ford)
- Kevin Cogan, RAM (Williams-Ford)